# Comte de Lennox
Pour les articles homonymes, voir Lennox.
Le comte ou Mormaer de Lennox était le dirigeant de la région de Lennox dans l'ouest de l'Écosse. Le titre a d'abord été créé au XIIe siècle pour David Ier d'Ecosse, comte de Huntingdon et plus tard détenu par la dynastie Stuart.

## Origine
Selon les traditions pseudo-historiques irlandaises, Maine Lemma (i.e : Maine de Leven, du nom du Loch Leven, en Écosse), un fils de l'Eóganachta Conall Corc mac Lugaid se serait établi en Alba, pays natal de sa mère Mongfhinn fille du roi des Pictes Uuradech Uecla  et serait à l'origine du sept de Lemnaig ancêtre mythique de la lignée des mormaer de cette province. Localisation du comté médiéval de Lennox : The Lennox.

## Comtes de Lennox

### Première création

Armes de la 1re Maison de Lennox : D'argent, au sautoir de gueules, cantonné de quatre roses du même, boutonnées d'or et pointées de sinople.

- Alwyn Ier de Lennox (en) dit le Vieux (v. 1130 – v. 1178)
- de 1174 à 1185, le comté est administré par David de Huntingdon[1].
- Alwyn II de Lennox (en) dit le Jeune († 1224), fils d'Alwyn Ier,
- Maldwin de Lennox († après 1250), fils du précédent,
- Malcolm Ier de Lennox (en) († vers 1291), fils du précédent,
- Malcolm II de Lennox († 1333), fils du précédent,
- Donald de Lennox († vers 1364), fils du précédent,
- Marguerite de Lennox (en), comtesse de Lennox de suo jure, fille du précédent,
- Walter de Faslane (en), de facto comte de Lennox son époux
- Duncan de Lennox (vers 1345-1425). Exécuté le 25 mai, fils des précédents,

Duncan de Lennox est exécuté sur ordre de Jacques Ier d'Écosse. Le comté de Lennox, confisqué par la couronne, sera accordé en 1473 à Jean Stuart de Darnley, issu de la maison Stuart (qui régnait alors sur l'Écosse), mais aussi arrière-petit-fils de Duncan de Lennox.

### Deuxième création (1473)

Armes de John Stuart de Darnley.

- 1473-1495  : John Stuart (en) de Darnley († 1495), baron de Tolborton, fils d'Alan/Alain († 1439) et petit-fils de John Stuart de Darnley († 1429), 1er seigneur d'Aubigny (cf. La Verrerie) ;
- 1495-1513  : Mathieu Stuart († 1513), baron deTolborton. Fils du précédent ;
- 1513-1526  : John Stuart (v. 1495-1526), baron de Tolborton. Fils du précédent ;
- 1526-1571  : Mathieu Stuart (1516-1571), baron de Tolborton. Régent d'Écosse. Fils du précédent  ;
  - Son fils aîné Henry devient roi consort d'Écosse à la suite de son mariage avec Marie Stuart. Le titre revient à la couronne.

### Troisième création (1572)
- 1572-1576  : Charles Stuart (1555-1576). Fils cadet de Mathieu;
  - Titre éteint à sa mort.

### Quatrième création (1578)
- 1578-1580  : Robert Stuart (en) (1516-1586). Frère cadet de Mathieu ;
  - En 1580, il échange son titre pour celui de comte de March.

### Cinquième création (1580)

Armes de Esmé Stuart, 1er duc de Lennox.

- 1580-1583  : Esmé Stuart (1543-1583), seigneur d'Aubigny, Dalkeith et Darnley, puis 1er duc de Lennox en 1581. Petit-fils de John Stuart, 3e comte de Lennox de la seconde création.

## Sources
- (en) Steve Boardman & Alasdair Ross (sous la direction de), The exercice of power in Medieval Scotland c.1200-1500, Dublin, Four Courts Press, 2003 (ISBN 9-781851-827497), p. 201-224 Michael Brown: Earldom and Kindred: the Lennox and its earls, 1200-1458.
- (en) Earls of Lennox sur Leigh Rayment's Peerage Page